# Аль-Муфаддаль ад-Дабби
аль-Муфа́ддаль ад-Дабби́ (араб. المُفَضَّل الضَّبِي‎) — арабский филолог, представитель куфийской школы грамматики. Прославился как рави — знаток, собиратель и декламатор древней арабской поэзии.

## Биография
Его полное имя: Абу Абдуррахман (аль-Аббас) аль-Муфаддаль ибн Мухаммад ибн Я’ля ибн Амир ибн Салим ибн ар-Раммаль ад-Дабби (араб. أبو عبد الرحمن  المفضل بن محمد بن يعلى بن عامر بن سالم بن الرمال الضبي‎). Точная дата рождения аль-Муфаддаля не известна, хотя его отец был при власти во время мусульманского завоевания Персии и считается, что аль-Муфаддаль родился в этом регионе.
Аль-Муфаддаль долгие годы жил при власти Омейядов до их свержения в результате Аббасидской революции в 750 году. В 762 году он принял участие в восстании алидов Ибрахима ибн Абдуллаха и Мухаммада, против халифа аль-Мансура, и после подавления восстания был брошен в тюрьму. Аль-Мансур, однако, помиловал его после заступничество своего соплеменника Мусайяба ибн Зухайра, и назначил его учителем по литературе своего сына аль-Махди, который впоследствии стал халифом. Это был тот принц, для которого по просьбе аль-Мансура, аль-Муфаддаль собрал «аль-Муфаддалият». Аль-Муфаддалият содержит 126 касыд преимущественно доисламского периода (начиная с VI века).
Аль-Муфаддаль был современником Хаммада ар-Равайи и Халафа аль-Ахмара, известных коллекционеров древней арабской поэзии и преданий, и некоторых учеников Абу Амра ибн аль-Аля, первого учёного, который систематически ставил себе целью сохранение поэтической литературы арабов. Он умер за 50 лет до Абу Убайды и аль-Асмаи, чьим трудам последующие поколения во многом обязаны за систематизацию, разъяснение и критику древней арабской поэзии, а его антология была составлена за 50-60 лет до составления «Хамасы» Абу Таммама.
Точную дату смерти аль-Муфаддаля трудно определить. В «Энциклопедии арабской литературы» говорится, что он умер около 780 года, хотя вероятнее всего он умер между 781 и 787 годом.

## Работа
Аль-Муфаддаль был осторожным и надёжным коллекционером текстов и преданий. Его хвалят все авторитетные учёные по арабской истории и литературе. В этом аспекте он значительно превосходит Хаммада и Халафа, которых обвиняют (особенно последнего) в подделке стихов в стиле древней арабской поэзии. Он был родом из Куфы. В Куфе и Басре были собраны представители всех арабских племён, которые сформировали боевые отряды Арабского халифата. У них аль-Муфаддалю удалось собрать и записать сочинения поэтов о судьбе и подвигах своих предков. Он подобно аль-Асмаи и Абу Убайде сам посетил районы, занятые арабскими племенами, жившими в своих поселениях и в соседней пустыне. Поэты со всей северной части полуострова имели обыкновение собираться в прилегающих к Куфе аль-Хире, которая была древней столицей лахмидских правителей. Существует предание, что в семье последние лахмидского царя Нумана III ибн аль-Мунзира находились письменные сборники (диван), содержащие ряд стихотворений (фухуль) наиболее видных поэтов доисламского периода, и, что эта коллекция перешла во владение омейядских халифов. Возможно, аль-Муфаддаль имел доступ к этим сборникам.
Среди других трудов аль-Муфаддаля: сочинения по поэзии, наиболее ранний из сохранившихся сборников арабских пословиц толковый словарь «Книга о словах» («Китаб аль-альфаз»), генеалогии, просодии. После смерти аль-Муфаддаля его ученики составили и распространили от его имени знаменитую антологию.